# Francisco de Diego Calonge
Francisco de Diego Calonge (Chinchón, Madrid, 26 de gener de 1938 - Madrid, 5 de novembre de 2019) va ser un científic, botànic i divulgador científic espanyol.
Va dedicar la seva activitat científica a l'estudi dels fongs, compaginant la seva trajectòria investigadora amb la de divulgador, convertint-se en un precursor de la divulgació científica a Espanya i un dels seus màxims exponents en el camp de la micologia.
La seva carrera científica començà a principis dels anys setanta quan, després de llicenciar-se en Farmàcia per la Universitat Complutense de Madrid, va realitzar la seva tesi doctoral en el camp de la fitopatologia. En acabar aquesta, el 1965, es va traslladar a la Universitat de Bristol, al Regne Unit, per continuar amb l'estudi dels fongs fito-patògens i més concretament amb l'anàlisi ultraestructural dels fongs paràsits, camp en el qual realitzà importants aportacions al coneixement de les relacions paràsit/hoste. Va rebre una sòlida formació científica, avançada al seu temps, en l'àmbit de la botànica.
Al seu retorn a Espanya, el 1968, es va incorporar al Reial Jardí Botànic de Madrid (RJB) del Consell Superior d'Investigacions Científiques (CSIC), on desenvolupà tota la seva tasca professional, obtenint per oposició la plaça de Col·laborador Científic del CSIC (1972), després la d'Investigador (1975) i, el 1982, la de Professor d'Investigació. El 1979 fou nomenat director del RJB i des d'aquesta data fins al 1984, en què deixà el càrrec, va promoure una profunda transformació i restauració de la institució. També fou el fundador de la Societat Micològica de Madrid, la qual va presidir durant més d'una dècada.
La seva investigació científica va començar amb l'estudi florístic i taxonòmic dels macromicets, centrant-se especialment en els Ascomicets, Agaricals, Aphyllophorales i, sobretot, els Gasteromycetes, en els quals es convertí en un especialista a escala mundial. Bona part del seu esforç científic es dirigí a l'elaboració de catàlegs florístics, monografies, aportacions corològiques i descripció d'espècies noves. Començà els seus estudis a l'àmbit geogràfic espanyol, ampliant-lo després a l'europeu, a Polònia, Itàlia, Ucraïna i, sobretot, Portugal, on se centrà en la biota fúngica de Madeira. A mitjans dels noranta, feu el salt al continent americà, pulicant contribucions al coneixement dels fongs de Veneçuela, Bolívia, Brasil, Equador, Guatemala i, sobretot, Mèxic i Costa Rica; i més endavant fixà la seva atenció a la biota fúngica de Tanzània i Camerun a l'Àfrica tropical i de l'Índia a l'Àsia. Durant la seva trajectòria organitzà exposicions anuals de fongs a Madrid des del 1973, realitzà conferències, cursos, programes de televisió i ràdio, i publicà articles de premsa i un bon nombre de llibres, entre els quals destaca “Hongos de nuestros campos y bosques”, que va suposar l'apropament al món científic micològic de molts dels aficionats a la micologia d'aquell moment. Va fundar el Boletín de la Sociedad Micológica de Madrid, abans de 1985, anomenat Boletín de la Sociedad Micológica Castellana, que va dirigir des dels seus començaments, el 1976, fins a la seva jubilació, el 2008.